# World Nuclear University
La World Nuclear University (WNU) è un'associazione che venne creata nel 2003 in occasione del 50º anniversario dell'iniziativa Atomi per la pace del Presidente Eisenhower. È stata poi successivamente riconosciuta "Associazione per lo Sviluppo Sostenibile" dalla Commissione delle Nazioni Unite per lo Sviluppo Sostenibile (UNCSD).
La WNU è un'organizzazione no-profit che organizza una serie di programmi diversi in tutto il mondo. Fino ad oggi oltre 2200 professionisti nell'ambito del nucleare e studenti provenienti da 60 Paesi diversi hanno partecipato ai suoi corsi. La maggior parte di questi si rivolgono a professionisti che lavorano già nell'industria nucleare e il loro scopo principale è di promuovere l'utilizzo pacifico delle tecnologie nucleari. Molti di essi, inoltre, sono mirati a sviluppare le capacità di leadership e forniscono una visione generale dei punti chiave nell'utilizzo pacifico delle tecnologie nucleari.